# Masters de Hamburgo 1981
El Abierto de Hamburgo de 1981 fue un torneo de tenis jugado sobre tierra batida, que fue parte de las Masters Series. Tuvo lugar en Hamburgo, Alemania, desde el 11 de mayo hasta el 17 de mayo de 1981.

## Campeones

### Individuales
Peter McNamara vence a  Jimmy Connors, 7-6, 6-1, 4-6, 6-4

### Dobles
Hans Gildemeister /  Andrés Gómez vencen a  Peter McNamara /  Paul McNamee, 6-4, 3-6, 6-4